# Волнения в Ливане (2011)
Волнения в Ливане 2011 года, также известные как Ливанская Интифада, — события, происходившие в Ливане под влиянием Арабской весны. Главное требование протестующих сводилось к политической реформе, направленной против политики конфессионализма в Ливане. Протесты вспыхнули в начале 2011 года и почти сошли на нет к концу года. Разгорелся также и конфликт между ливанскими сторонниками и противниками сирийского президента Асада, продолжавшийся до 28 августа 2017 года.

## Предпосылки

### Политическая система
Ливан — парламентская республика в рамках общего принципа конфессионализма, формы консоциационализма, в которой места в органах власти заранее распределены между представителями различных религиозных общин. Конституция Ливана гарантирует право граждан Ливана выбирать свой парламент, однако с  середины 1970-х годов и до парламентских выборов 1992 года гражданская война исключала реализацию этих прав граждан. Согласно конституции прямые парламентские выборы должны проводиться каждые 4 года. Последние парламентские выборы прошли в 2009 году, за около 6 месяцев до образования нового правительства. Парламент, в свою очередь, избирает президента Ливана каждые 6 лет без права быть переизбранным на второй срок. Последние президентские выборы до начала протестов президентские выборы состоялись в 2008 году. Президент и парламент выбирают премьер-министра. Политические партии Ливана группируются вокруг Коалиции 8 марта или Коалиции 14 марта. (Прогрессивно-социалистическая партия Ливана Валида Джумблата является якобы независимой, но на деле склоняется к Коалиции 8 марта, в свою время выйдя из Коалиции 14 марта).
Ливанское население грубо делится на суннитское, шиитское и христианское (большинство из которого марониты). Из-за демографических проблем, из-за возможности очередной вспышки межрелигиозных столкновений перепись населения Ливана не проводилась с 1932 года. С тех пор правительство давало лишь грубые оценки состава населения Ливана.

### Новое правительство в 2011 году
12 января 2011 года действующее правительство Ливана рухнуло после того как министр энергетики Джебран Басиль заявил, что все 10 оппозиционных министров ушли в отставку после нескольких месяцев предупреждений со стороны Хезболлы, что она не будет бездействовать при обвинениях членов организации Специальным трибуналом по Ливану в убийстве бывшего премьер-министра Рафика Харири. Предварительные обвинения в этом были вынесены как и ожидалось 17 января, назначенный президентом Мишелем Сулейманом государственный министр Аднан Сайед Хуссейн, также подал в отставку, доведя число отстранённых от должности министров до 11, что означало падение правительства. New York Times предполагало, что отставки последовали после провала переговоров между Сирией и Саудовской Аравией о снятии политического напряжения в Ливане и после того. как премьер-министр Харири отказался созвать чрезвычайную сессию кабинета министров по снятию сотрудничества со Специальным трибуналом по Ливану.
Президенту Сулейману предстояло согласно Конституции Ливана сформировать новое правительство. Коалиция 8 марта выступила в поддержку Наджиба Микати на должность премьер-министра, которым должен был стать суннитом (хотя и большинство суннитов являются сторонниками Коалиции 14 марта).
Только 13 июня окончательно было сформировано новое правительство.

## Протесты

### 27 февраля
27 февраля сотни ливанцев прошли маршем вдоль старой демаркационной линии в столице Бейруте протестуя против конфессиональной политической системы Ливана. Мирная сидячая забастовка прошла в Сайде.

### 6 марта
В результате демонстрации 27 февраля на следующую вышли уже около 8 000 человек, прошедших маршем от Доры до Бейрута в рамках кампании по  "свержению сектантского режима", призывавших к созданию светского государства. Похожие акции протеста прошли в Баальбеке и Сайде.

### 13 марта
Акция была организована Коалицией 14 марта, в которой несколько сотен тысяч человек отметили начало Революции кедров 6 лет назад. Главными лозунгами акции были разоружение Хезболлы и поддержка идеалов той революции.

### 20 марта
Тысячи ливанцев вышли на третью по счёту акцию против конфессиональной политической системы Ливана.

### 17 июня
В межрелигиозных столкновения в Триполи 7 человек погибло и 59 были ранены в пятницу 17 июня. Вооружённые столкновения вспыхнули в результате митинга в поддержку Сирийских протестов 2011 года между боевиками районами Джабаль Мохсен (населённого преимущественно алавитами, поддерживавших сирийский режим) и Баб аль-Таббанех (преимущественно суннитского, поддерживающего сирийскую оппозицию).

### 26 июня
26 июня сотни людей вновь вышли с требованием отмены принципа конфессионализма в политической системе Ливана к зданию ливанского парламента.

### 12 октября
На 12 октября, по утверждению местной прессы, была назначена крупнейшая в истории страны забастовка. Генеральная конфедерация труда требовала в том числе и повышения уровня заработной платы. Правительство присоединилось к этим требованиям, и забастовка была отменена. Однако объединение учителей решило в любом случае провести акцию, таким образом временно была парализована система образования Ливана.

### 15 декабря
5 000 протестующих вышли на улицы центра Бейрута в рамках проходящей забастовки учителей.

## Вторжения из Сирии (2011-2012)
5 и 6 октября 2011 года сирийская армия на краткое время вторглась в пределы Ливана (убив 1 человека), что привело к нестабильности в правительстве Микати.
Новые вторжения со стороны сирийских войск произошли в декабре 2011 года с большим количеством убитых среди ливанцев. Далее сирийцы вторгались в Ливан (также в Турцию) в марте 2012 года. В дополнении к столкновениям в Триполи в марте между алавитами и суннитами ряд вторжений сирийской армии в пределы Ливана повысил риск восстания сирийского населения Ливана. Эти столкновения усилились в мае-июне 2012 года, приведшие к жертвам и сотням раненых.